# Моор, Карл
Карл Моор (11 декабря 1853, Фрибур — 14 июня 1932, Берлин) — швейцарский социал-демократ.

## Биография
Был внебрачным сыном швейцарки Марии Моор и южногерманского аристократа Эрнста Стоклина. Учился в университетах Швейцарии и Германии. В 1870-х годах увлекся идеями социализма, принимал участие в работе запрещенной Социал-Демократической партии Германии. Весной 1881 г. выслан из Баварии и уехал в Базель. После этого стал одним из видных функционеров швейцарской социал-демократии. С 1889 года Моор жил в Берне. Редактировал социал-демократическую газету Berner Tagwacht. Оказывал помощь многим политическим эмигрантам из России — от народовольцев и лидеров первой польской социалистической партии «Пролетариат» до большевиков-ленинцев.

## Финансирование большевиков
Предположительно в начале 1917 года Моор стал тайным агентом германских спецслужб:101. 4 мая 1917 г. Моор составил доклад в МИД Германии, в котором сообщал, что он «прозондировал ряд представителей различных групп пацифистского крыла (русских) социалистов и они сказали, что было бы весьма желательно, чтобы систематическая, интенсивная и эффективная агитация в пользу мира поддерживалась бы кем-нибудь из хорошо известных нейтральных товарищей. После того, как они высказали явную, и я бы сказал, радостную готовность принять финансовую поддержку именно для работы в пользу мира, я сказал, что со своей стороны, был бы счастлив предоставить значительную сумму для такой благородной, гуманной и интернациональной цели».
Далее он предлагал следующие принципы: 1. Личность жертвователя гарантирует, что деньги идут из не вызывающего подозрений источника; 2. Жертвователю или посреднику должен быть обеспечен въезд в Россию с этими деньгами; 3. В целях немедленной реализации выделенных финансовых средств необходимо иметь их в виде наличных денег, и наиболее подходящей формой здесь была бы швейцарская валюта.
В результате в июле 1917 г. Моор явился в России и снабдил большевиков «займом» в размере 32 837 долларов, якобы из полученного наследства.
В 1922 г. Моор с большим трудом добился частичного возвращения «займа».

Записка Зиновьева Сталину
23 августа 1923 г.
Тов. Сталин,
Вернуть деньги Моору было решено в Политбюро.
Нельзя ли до приезда Молотова выдать 100 червонцев, а то он доит лично Радека.
Г. Зиновьев
РЦХИДНИ, ф. 17, on. 161, д. 1, л. 14. — Автограф.

Моор умер в СССР в санатории для ветеранов революции.